# Ekspedycja 45
Ekspedycja 45 – stała załoga Międzynarodowej Stacji Kosmicznej, która sprawowała swoją misję od 11 września do 11 grudnia 2015 roku. Ekspedycja 45 rozpoczęła się wraz z odłączeniem od stacji statku Sojuz TMA-16M i trwała do odcumowania od ISS statku Sojuz TMA-17M.

## Załoga
Astronauci Michaił Kornijenko i Scott J. Kelly przybyli na ISS 28 marca 2015 roku na pokładzie Sojuza TMA-16M i weszli w skład 43. i 44. stałej załogi stacji. 23 lipca 2015 roku na ISS dotarli Oleg Kononienko, Kimiya Yui i Kjell Lindgren, którzy przybyli na pokładzie Sojuza TMA-17M. Z kolei Siergiej Wołkow dotarł na stację na pokładzie Sojuza TMA-18M 4 września 2015 roku.
Gdy 11 grudnia 2015 roku Sojuz TMA-17M odłączył się od stacji z Kononienką, Yui i Lindgren na pokładzie, zakończyła się misja Ekspedycji 45. Jednocześnie kosmonauci Kornijenko, Kelly i Wołkow przeszli w skład 46. stałej załogi ISS.
| Funkcja              | Astronauta                                     |
| -------------------- | ---------------------------------------------- |
| Dowódca              | Scott J. Kelly, NASA 4. lot kosmiczny          |
| Inżynier pokładowy 1 | Michaił Kornijenko, Roskosmos 2. lot kosmiczny |
| Inżynier pokładowy 2 | Oleg Kononienko, Roskosmos 3. lot kosmiczny    |
| Inżynier pokładowy 3 | Kimiya Yui, JAXA 1. lot kosmiczny              |
| Inżynier pokładowy 4 | Kjell Lindgren, NASA 1. lot kosmiczny          |
| Inżynier pokładowy 5 | Siergiej Wołkow, Roskosmos 3. lot kosmiczny    |

## Aktywność na stacji

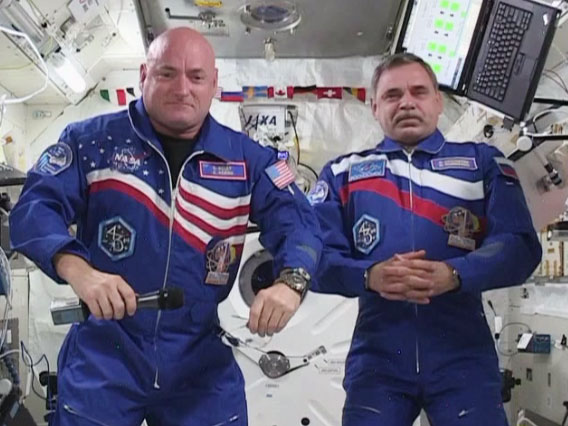
Scott Kelly (z lewej) i Michaił Kornijenko w module Kibō

W czasie Ekspedycji 44 na ISS przebywali astronauci Scott Kelly i Michaił Kornijenko, którzy uczestniczyli w projekcie badawczym Year Long Mission. Miał on na celu zbadanie skutków zdrowotnych długotrwałego przebywania w kosmosie, aby możliwym stało się odpowiednie przygotowanie przyszłych załogowych misji eksploracji Układu Słonecznego. Obaj kosmonauci spędzili na ISS prawie 340 dni i byli członkami 43., 44., 45. i 46. stałej załogi stacji.
Celem długotrwałej misji było lepsze zrozumienie zmian zachodzących w organizmie astronautów w celu udoskonalenia procedur dotyczących zapobiegania utraty masy mięśniowej, co jest skutkiem stanu nieważkości w przestrzeni kosmicznej. Na Międzynarodowej Stacji Kosmicznej znajdują się specjalne urządzenia do ćwiczeń, które pozwalają astronautom zredukować negatywne skutki zdrowotne długotrwałego pobytu w kosmosie. Jednak wykonywane na stacji ćwiczenia nie są w stanie w pełni zatrzymać utraty masy mięśniowej. W szczególności obserwowane były zmiany zachodzące w organizmie Scotta Kelly'ego, który ma brata bliźniaka Marka Kelly'ego, który również jest astronautą. Mark w tym czasie przebywał na Ziemi i dzięki temu możliwe było porównanie zmian zachodzących w ciałach obu astronautów i dokładniejsze zdefiniowanie skutków długotrwałego lotu kosmicznego. Jednocześnie ten program badawczy miał również sprawdzić zmiany zachodzące w psychice astronautów, którzy znajdują się w zamkniętej przestrzeni przez dłuższy czas.

## Spacery kosmiczne

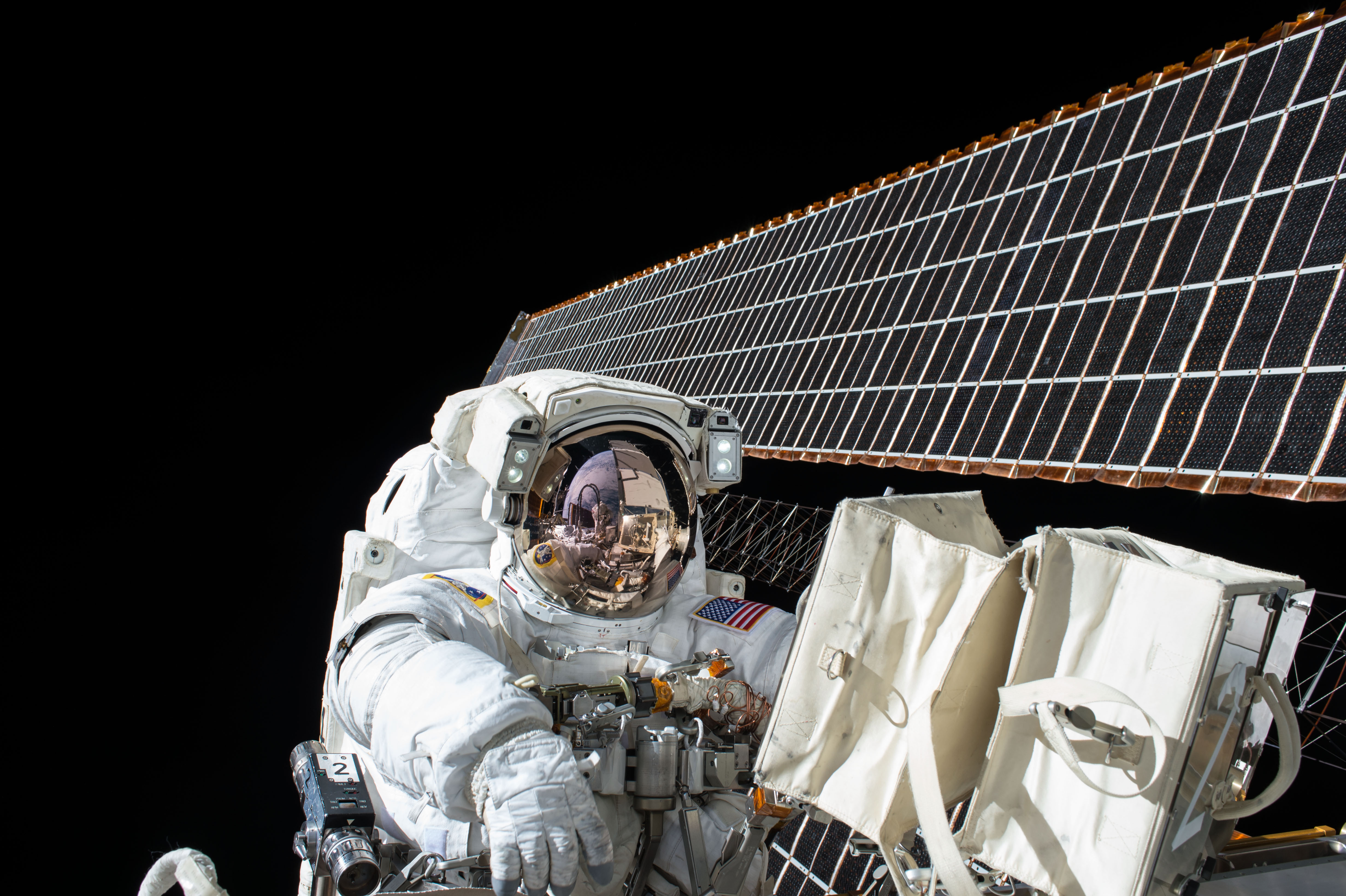
Scott Kelly podczas spaceru kosmicznego

W czasie Ekspedycji 45 wykonano dwa spacery kosmiczne, w których udział wzięli astronauci Scott Kelly i Kjell Lindgren ubrani w skafandry EMU i opuszczający pokład stacji przez śluzę Quest. Ich pierwsze EVA rozpoczęło się 28 października 2015 roku o 12:03 UTC i dotyczyło montażu osłony termicznej na Alpha Magnetic Spectrometer, dozowania smaru do wielu komponentów Canadarm2, a także układania kabli zasilających i przesyłu danych pod przyszły International Docking Adapter. Smarowanie elementów Canadarm2 trwało dłużej niż zakładano i dlatego kontrola misji zdecydowała się na przerwanie tego zadania. Spacer kosmiczny zakończył się o 19:19 UTC po 7 godzinach i 16 minutach.
Drugie wyjście w otwartą przestrzeń kosmiczną rozpoczęło się 6 listopada 2015 roku o 11:22 UTC. Tym razem astronauci zajęli się przywróceniem pierwotnej konfiguracji systemu chłodzenia amoniakiem na segmencie P6 struktury kratownicowej. Spacer kosmiczny zakończył się o 19:10 UTC po 7 godzinach i 48 minutach.

## Galeria

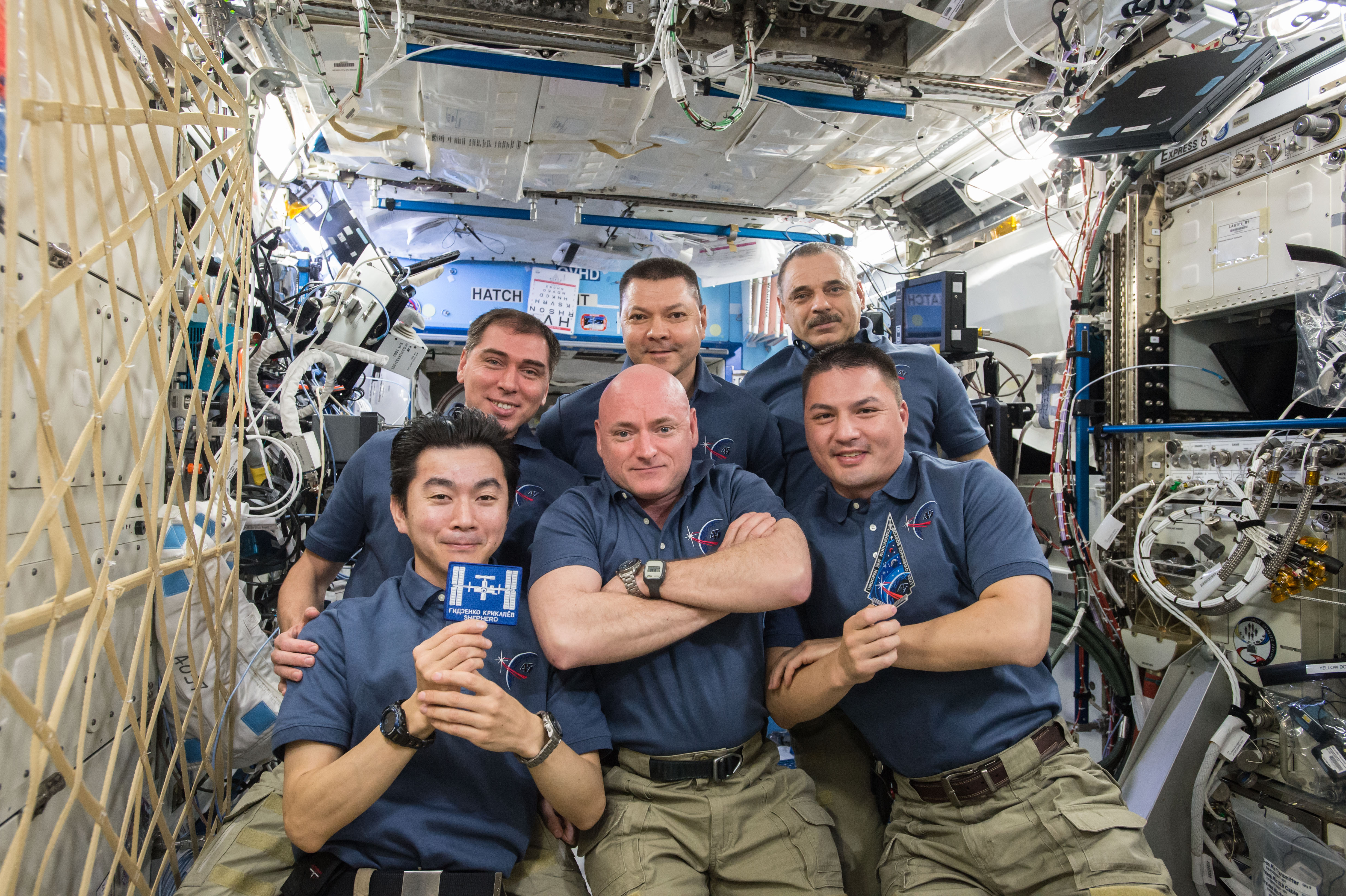
Załoga Ekspedycji 45 w module Destiny
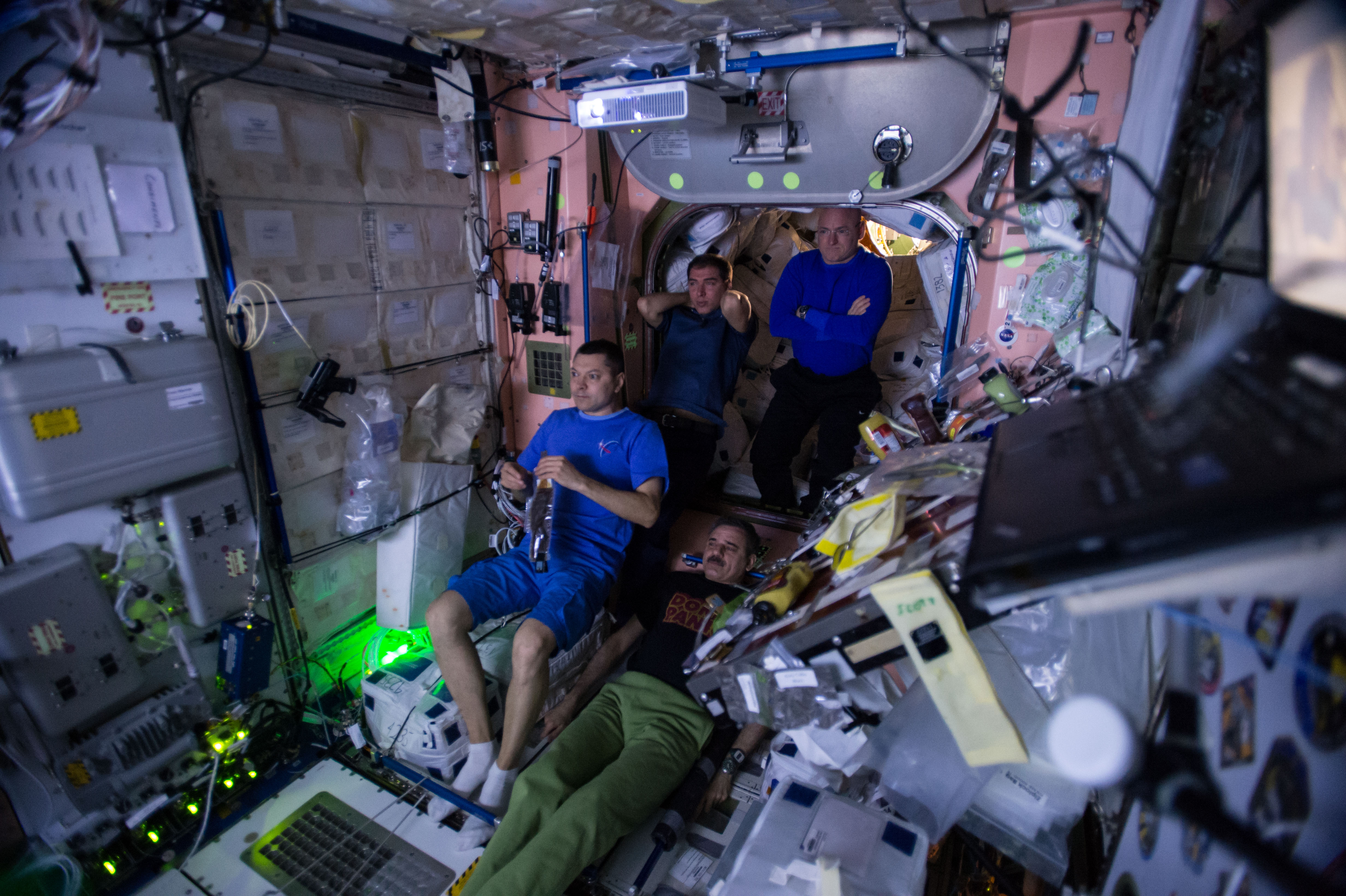
Członkowie Ekspedycji 45 oglądają projekcję filmu Marsjanin w module Unity
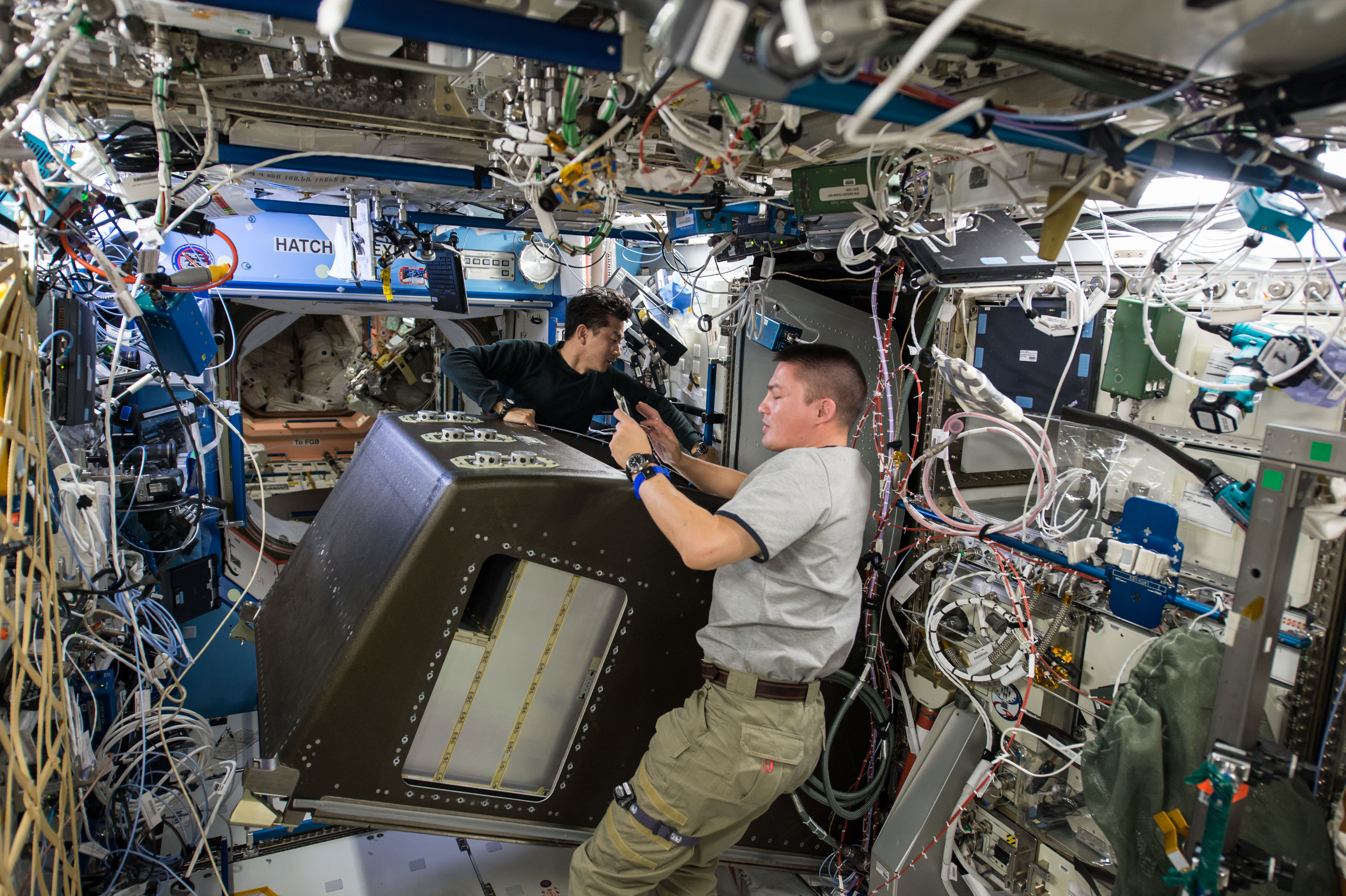
Kimiya Yui i Kjell Lindgren podczas pracy w module Destiny
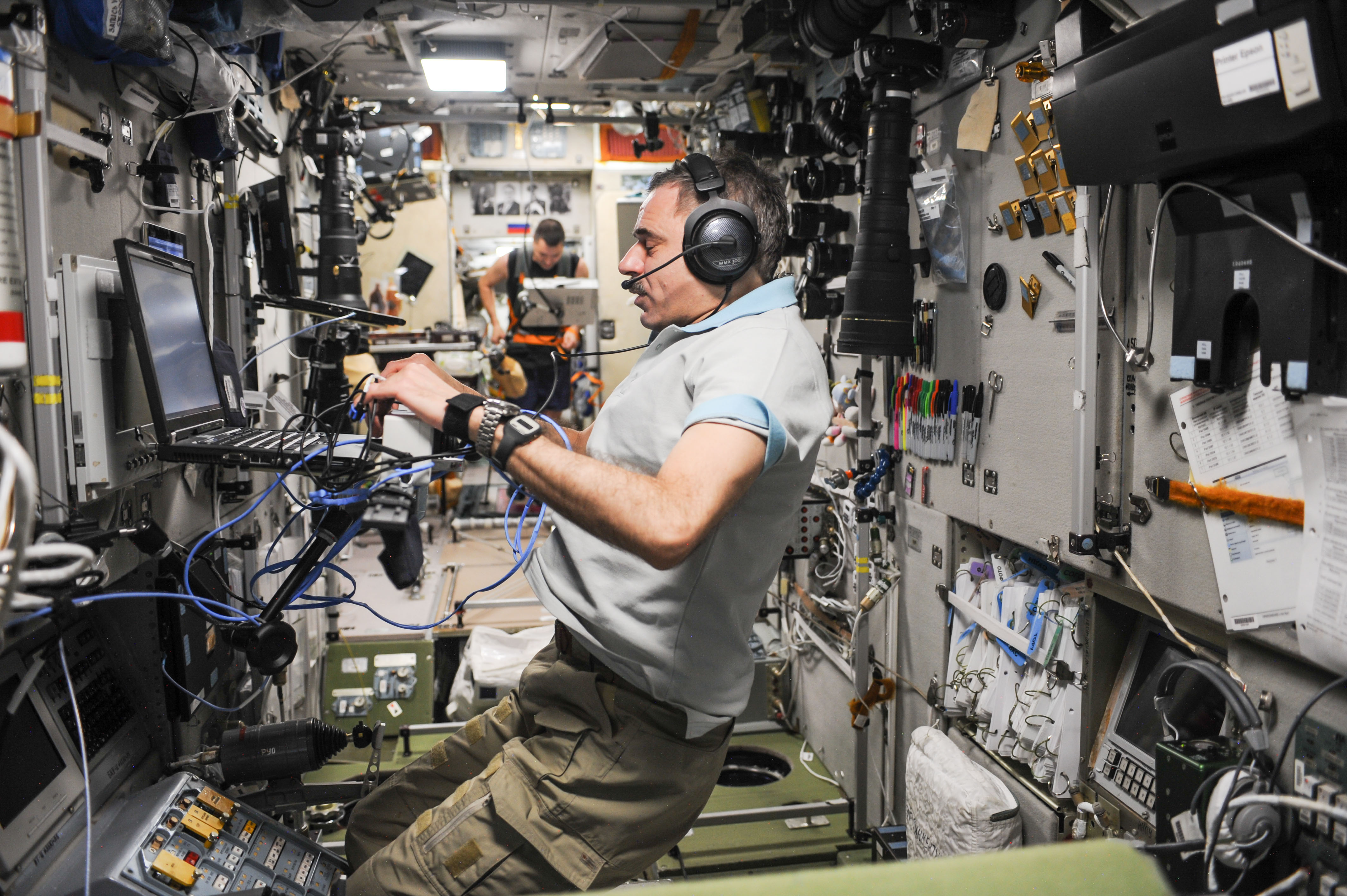
Michaił Kornijenko w module Zwiezda